# Cartoona Peak
Cartoona Peak är en bergstopp i Kanada.   Den ligger i provinsen British Columbia, i den centrala delen av landet, 3 900 km väster om huvudstaden Ottawa. Toppen på Cartoona Peak är 2 305 meter över havet. Cartoona Peak ingår i Spectrum Range.
Terrängen runt Cartoona Peak är kuperad åt sydväst, men åt nordost är den bergig.Trakten runt Cartoona Peak är nära nog obefolkad, med mindre än två invånare per kvadratkilometer.. Det finns inga samhällen i närheten.
Trakten runt Cartoona Peak består i huvudsak av gräsmarker.